# جودي بلير
جودي بلير (بالإنجليزية: Judy Blair)‏ هي ملحنة أمريكية، ولدت في 29 ديسمبر 1948 في تكساس في الولايات المتحدة.

## وصلات خارجية
- الموقع الرسمي